# 카잔현

카잔현의 문장

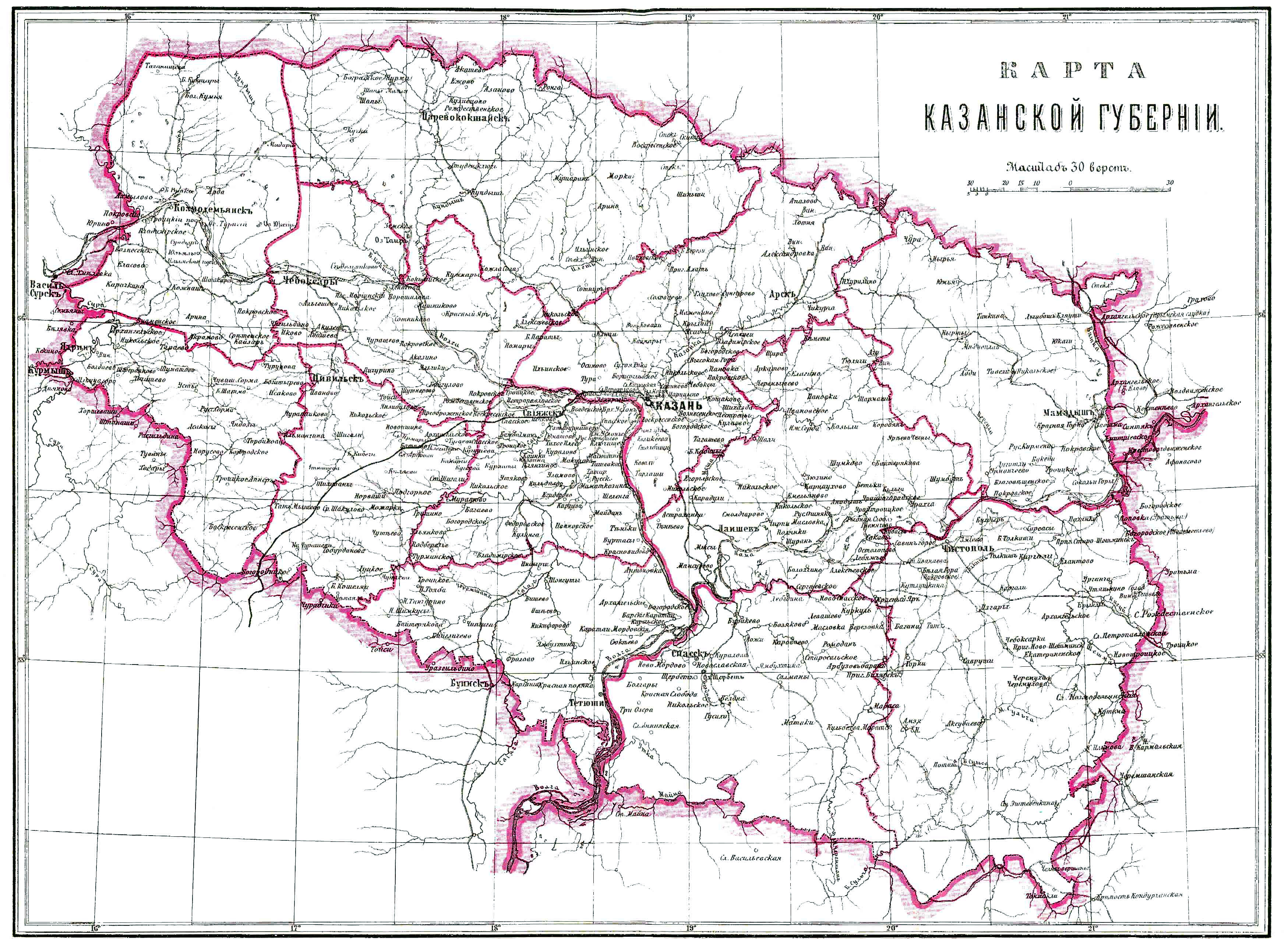
카잔현의 지도

카잔현(러시아어: Казанская губерния, 타타르어: Qazan gubernası, 추바시어: Хусан кěперниě)은 1708년부터 1920년까지 존재했던 러시아 제국의 현으로 현도는 카잔이며 면적은 64,000km2, 인구는 2,170,665명(1897년 당시 기준)이다. 현재의 러시아 타타르스탄 공화국에 걸쳐 있었다.